# 塞薩爾·赫南德茲 (1990年)
塞薩爾·奧古斯托·赫南德茲（西班牙語：César Augusto Hernández，1990年5月23日—），為美國職棒大聯盟的二壘手，目前為自由球員。他先前曾效力過費城人、印地安人、白襪與國民等隊。
2006年，16歲的赫南德茲以國際自由球員身分加盟費城人，並在2013年登上大聯盟。2016年和2018年，赫南德茲都是全聯盟的觸擊安打王。

## 職業生涯

### 費城費城人

#### 2013年–2014年
2013年，赫南德茲從3A開季。5月份因為麥可·楊向球隊告假，因此赫南德茲登上大聯盟。7月，在Ben Revere受傷後，赫南德茲接替成為中外野手。整季他在大聯盟的打擊率為2成89，並打回10分打點。
球季結束後，赫南德茲加入委內瑞拉冬季聯盟。之後為了準備大聯盟春訓，赫南德茲在球季進行到一半時便退出球隊。
2014年，由於老將蔡斯·阿特利因傷勢所苦，加上以上球隊奪冠核心球員萊恩·霍華德和吉米·羅林斯都慢慢變老，不僅滿滿傷痛，表現也逐年退化，因此赫南德茲和Freddy Galvis就輪流扛起球隊二壘的重任，所有人也都期待赫南德茲能扛起費城人的招牌。整季他的打擊率為2成37，並敲出1轟與4分打點。他在小聯盟的打擊率為2成90，並敲出3轟與24分打點。

#### 2015年–2017年
2015年，許多人在看過赫南德茲春訓的表現後，對於他的防守能力是否能在大聯盟生存感到質疑。不過隨著蔡斯·阿特利的受傷，赫南德茲獲得大量出賽機會，而他也用好表現爭取到了教練團的信任。最終阿特利在季中被交易，費城人整季吞下99敗，赫南德茲也成為費城人唯一的亮點。期間他一度打出連續12場比賽敲安的表現，整季打擊率為2成72，並敲出1轟與35分打點。
2016年，赫南德茲成為球隊的主力二壘手。整季他的打擊率為2成94，並敲出6轟與39分打點。他以15支觸擊安打稱霸全聯盟，34支內野安打和11支三壘安打都是國聯最多。防守方面，他製造102次雙殺也是國聯最多。
2017年，赫南德茲成為隊史自1938年後首位在開幕戰首局首打席開轟的首棒打者。整季他的打擊率為2成94，並敲出9轟與34分打點，另有15次盜壘成功和生涯新高的26支二壘安打。

#### 2018年–2019年
2018年7月，他在一次比賽中因自打球擊中右腳而受傷，然而他剩餘賽季卻仍持續帶傷上陣。整季他僅缺席一場比賽，打擊率為2成53，並敲出15轟與60分打點，95次保送為生涯新高。他平均每秒跑速達29.2英尺，為大聯盟二壘手最快。但他也因為傷勢困擾關係，導致他的失誤次數達12次，為國聯二壘手之最。
2019年1月，赫南德茲和費城人續簽1年775萬美元的合約。該年他的打擊率為2成79，並敲出14轟與71分打點。同時他也成為國聯的內野安打王。12月2日，費城人不與赫南德茲續約，他也順勢進入自由市場。

### 克里夫蘭印地安人

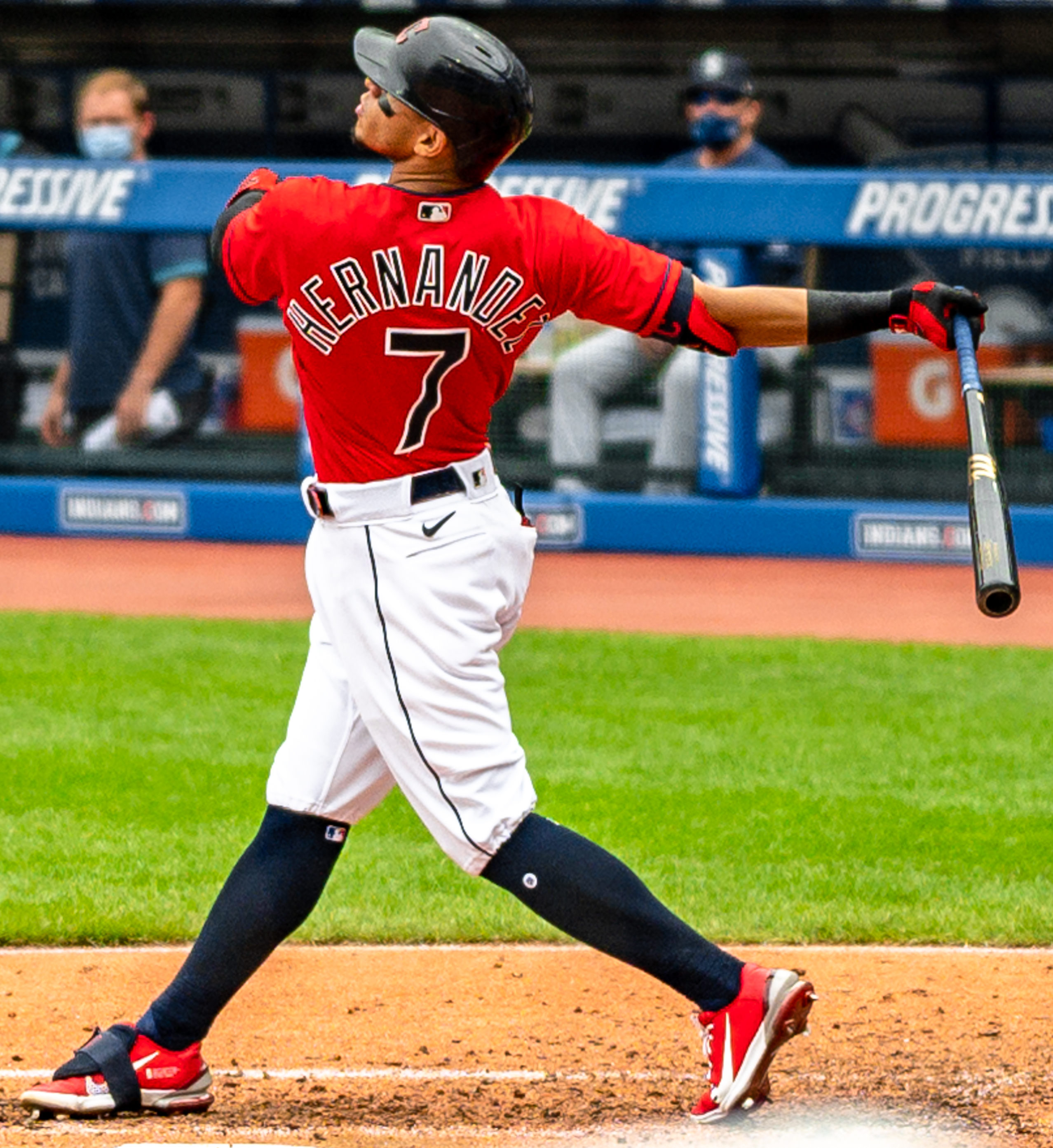
2021年的赫南德茲

2019年12月29日，赫南德茲和印地安人簽下1年合約。他在2020年繳出2成83的打擊率，並敲出3轟與20分打點，20支二壘安打為美聯最多。這年他以9成81的守備率拿下金手套獎，球季結束後成為自由球員。
2021年1月29日，他和印地安人續簽1年500萬美元的合約。該年他出賽96場比賽，打擊率為2成31，並敲出18轟與47分打點。

### 芝加哥白襪
2021年7月29日，印地安人將赫南德茲交易到白襪，換來新秀投手Konnor Pilkington。他在8月6日擊出在白襪隊的首轟，9月23日，他敲出生涯第1000安，白襪也在同天拿下分區冠軍。

### 華盛頓國民
2021年11月30日，赫南德茲與國民隊簽下1年合約。

## 個人生活
赫南德茲有著一口流利的西班牙語，但是英語不太好，因此他在接受媒體訪問幾乎是以西班牙文回話居多。而他目前已婚，並育有2子。

## 外部連結
- 塞薩爾·赫南德茲的X（前Twitter）
- 塞薩爾·埃爾南德斯在美國職棒官網（英语）
- 塞薩爾·埃爾南德斯在Baseball-Reference.com（大聯盟）（英语）
- 塞薩爾·埃爾南德斯在Baseball-Reference.com（小聯盟以及海外聯盟）（英语）
- 塞薩爾·埃爾南德斯在ESPN（MLB）（英语）
- 塞薩爾·埃爾南德斯在FanGraphs.com（英语）
- 塞薩爾·埃爾南德斯在Retrosheet（英语）
- 塞薩爾·埃爾南德斯在The Baseball Cube（英语）